# Ezequiel Muñoz
Ezequiel Matías Muñoz est un footballeur argentin né le 8 octobre 1990 à Pergamino. Évoluant au poste de défenseur central, il joue dactuellement pour le CA Lanús.

## Carrière
Le dernier jour du mercato hivernal 2015, Ezequiel Muñoz est prêté par l'US Palerme à la Sampdoria de Gênes jusqu'à la fin de la saison 2014/2015.

## Palmarès
Avec l'US Palerme
- Champion de Serie B en 2014

## Statistiques
Le tableau ci-dessous récapitule les statistiques d'Ezequiel Muñoz lors de sa carrière en club :
| Saison                | Club                   | Championnat           | Championnat | Championnat | Coupe(s) nationale(s) | Coupe(s) nationale(s) | Compétition(s) continentale(s) | Compétition(s) continentale(s) | Compétition(s) continentale(s) | Total | Total |
| Saison                | Club                   | Division              | M.          | B.          | M.                    | B.                    | Comp.                          | M.                             | B.                             | M.    | B.    |
| 2008-2009             | CA Boca Juniors        | Primera División      | 2           | 0           | -                     | -                     | CS+CL                          | 4+1                            | 0+0                            | 7     | 0     |
| 2009-2010             | CA Boca Juniors        | Primera División      | 15          | 0           | -                     | -                     | -                              | -                              | -                              | 15    | 0     |
| 2010-2011             | US Palerme             | Serie A               | 34          | 0           | 4                     | 1                     | C3                             | 4                              | 1                              | 42    | 2     |
| 2011-2012             | US Palerme             | Serie A               | 19          | 1           | -                     | -                     | C3                             | 2                              | 0                              | 21    | 1     |
| 2012-2013             | US Palerme             | Serie A               | 32          | 0           | -                     | -                     | -                              | -                              | -                              | 32    | 0     |
| 2013-2014             | US Palerme             | Serie B               | 33          | 3           | -                     | -                     | -                              | -                              | -                              | 33    | 3     |
| 2014-2015             | US Palerme             | Serie A               | 13          | 1           | 1                     | 0                     | -                              | -                              | -                              | 14    | 1     |
| 2014-2015             | Sampdoria Gênes (prêt) | Serie A               | 4           | 0           | -                     | -                     | -                              | -                              | -                              | 4     | 0     |
| 2015-2016             | Genoa CFC              | Serie A               | 18          | 0           | -                     | -                     | -                              | -                              | -                              | 18    | 0     |
| 2016-2017             | Genoa CFC              | Serie A               | 31          | 0           | 1                     | 0                     | -                              | -                              | -                              | 32    | 0     |
| Total sur la carrière | Total sur la carrière  | Total sur la carrière | 201         | 5           | 6                     | 1                     | -                              | 11                             | 1                              | 218   | 7     |